# Rezzato
Rezzato (lombardul: Rezàt) település Olaszországban, Lombardia régióban, Brescia megyében. Lakosainak száma 13 337 fő (2023. január 1.). Rezzato Botticino, Castenedolo, Mazzano, Nuvolera és Brescia községekkel határos.

## Népesség
A település lakossága az elmúlt években az alábbi módon változott:
| Lakosok száma | 13 469 | 13 576 | 13 337 |
|               | 2017   | 2018   | 2023   |